# Riccardo Paletti
Riccardo Paletti, född 15 juni 1958 i Milano, död 13 juni 1982 i Montréal i Kanada, var en italiensk racerförare. 

## Racingkarriär
Paletti tävlade i formel 1 för Osella säsongen 1982. Hans sista lopp blev Kanadas Grand Prix 1982. 
Didier Pironi, som hade pole position i sin Ferrari, kom inte iväg. Hela startfältet undvek den stillastående bilen utom Paletti, som startat långt bak och som i hög fart inte lyckades väja utan körde in i den. Paletti skadades svårt och satt fastklämd över en halvtimme innan han kunde tas ur sin bil och föras till sjukhus. Paletti avled senare under kvällen av sina svåra inre skador.

## F1-karriär
| Säsong | Stall/Tillverkare | Poäng | Placering |
| ------ | ----------------- | ----- | --------- |
| 1982   | Osella-Ford       | 0     | –         |